# 4481 Herbelin
4481 Herbelin è un asteroide della fascia principale. Scoperto nel 1985, presenta un'orbita caratterizzata da un semiasse maggiore pari a 2,3395362 UA e da un'eccentricità di 0,2433778, inclinata di 1,49033° rispetto all'eclittica.
È dedicato all'ingegnere Claude Herbelin, amico dello scopritore.